# Acauã
Acauã est une municipalité brésilienne située dans l'État du Piauí.